# Selenografie

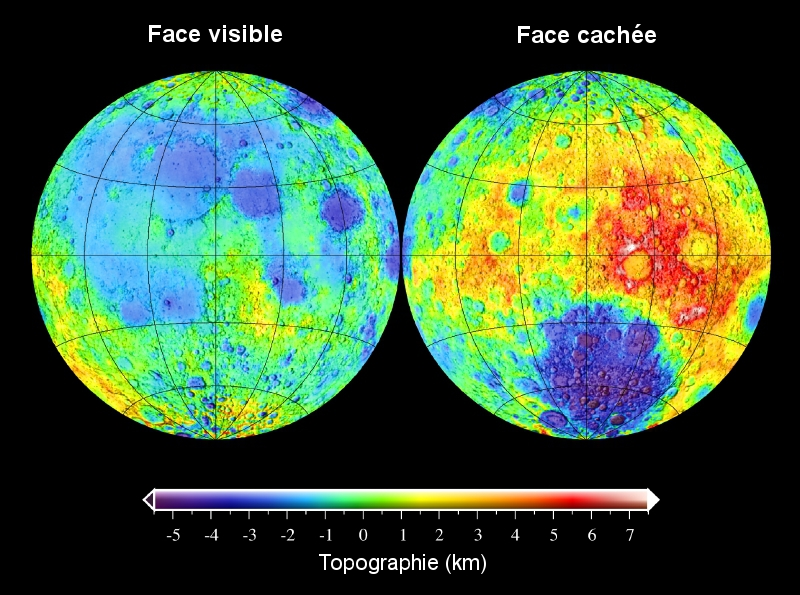
Hartă topografică creată de NASA: fața vizibilă (stânga) și fața ascunsă (dreapta) ale Lunii

Selenografia este o ramură a astronomiei care studiază Luna sub aspectul elementelor naturale, al structurii, al proceselor fizice etc. știința care se ocupă cu studiul suprafeței  și reliefului Lunii. 

## Etimologie
Cuvântul românesc selenografie este împrumutat din franceză sélénographie; acesta este un împrumut din latina astronomică modernă selenographia, care, la rândul său este format din cuvintele grecești Selene, zeiță a lunii, și graphein: „a scrie”.

## Domenii de activitate
Din punct de vedere istoric, principala ocupație a selenografilor era cartografierea feței vizibile a Lunii și denumirea „mărilor” (în latină: maria), craterelor, munților etc. de pe Lună. Această sarcină a fost terminată și a devenit învechită odată cu imaginile de înaltă rezoluție ale fețelor vizibilă și ascunsă ale Lunii luate prin intermediul navelor cosmice la începutul erei spațiale, din anii 1950. Astăzi, selenografia este considerată drept o subdisciplină a selenologiei sau „știința Lunii”.

## Istorie

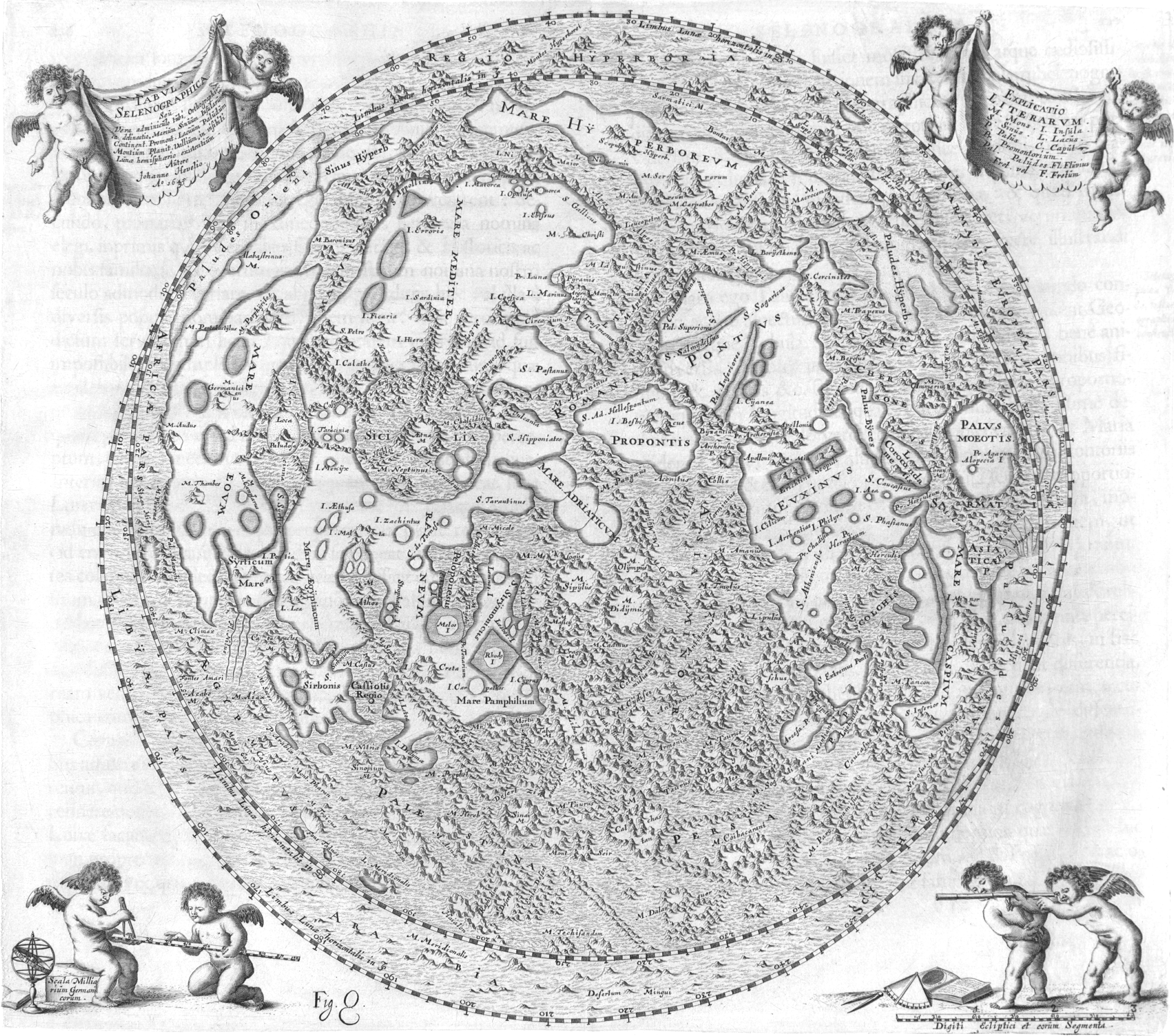
Harta feței vizibile a Lunii de Johannes Hevelius (1647), unde sunt reprezentate librațiile satelitului, care au permis cartografierea a mai mult de 50% din suprafața lunară, de pe Pământ.

Ideea că Luna nu este complet netedă se regăsește din anul 450 î.Hr., când Democrit credea că pe Lună se aflau „munți înalți și văi adânci”. Însă doar la sfârșitul secolului al XV-lea a început studierea serioasă a selenografiei, apoi în secolul al XVII-lea desenele au devenit mai precise, odată cu inventarea lunetei astronomice.
Pe la anul 1603, William Gilbert a făcut primul desen al Lunii bazat pe observațiile făcute cu ochiul liber, numind masele întunecate regio și continens. În 1609, Thomas Harriot a realizat primul desen al Lunii văzute printr-o lunetă care mărea de șase ori, apoi de 10 ori în 1610, ceea ce i-a permis să observe numeroase cratere. Alte desene au urmat (Sidereus Nuncius de Galileo Galilei în 1610, Disputatio physica de phænomenis in orbe lunae de Giulio Cesare la Galla în 1612, Selenographia de Johannes Hevelius în 1647, Almagestum Novum de Grimaldi și Riccioli în 1651), și după apariția lunetei acromatice inventate de John Dollond în 1659 și perfecționările telescopului, noi desene au fost făcute, a căror precizie s-a îmbunătățit odată cu îmbunătățirea opticilor. La începutul anilor 1700, au fost măsurate librațiile Lunii, arătând că de fapt peste 50% din suprafața Lunii era vizibilă. În 1750, Johann Meyer a creat primul ansamblu fiabil de coordonate lunare, permițând astronomilor să localizeze obiectele pe suprafața Lunii. Harta gravată de Tobias Mayer, publicată în 1775, a rămas cea mai precisă până în 1824.
Cartografia sistematică a Lunii a început în 1779, când  Johann Schröter și-a început observațiile și măsurările meticuloase ale caracteristicilor Lunii. În 1834, prima mare hartă a Lunii, pe patru file, a fost publicată de  Johann Heinrich von Mädler, care și-a continuat lucrarea publicând o carete La Sélénographie universelle (În română: „Selenografie universală”). Toate măsurătorile erau făcute prin observație directă până când, în martie 1840, John William Draper, utilizând o oglindă de 5 țoli, a obținut un dagherotip al Lunii, introducând astfel fotografia în lumea astronomiei. Primele imagini erau de calitate mediocră, dar așa cum s-a întâmplat și cu telescopul cu două secole mai înainte, calitatea fotografiilor s-a îmbunătățit rapid. În 1890, astrofotografia, și îndeosebi fotografia lunară, devenise o ramură recunoscută a cercetării astronomice.
Secolul al XX-lea a trăit noi progrese ale studiului Lunii. În 1959, misiunea sovietică Luna 3 a trimis primele fotografii ale feței ascunse a Lunii, dând lumii o primă vedere de ansamblu al părții necunoscute, până atunci, a satelitului nostru natural. Între 1961 și 1965, Statele Unite ale Americii au trimis misiunile Ranger, ale căror module aveau îndeosebi scopul de a lua fotografii până în momentul prăbușirii lor pe solul lunar. În 1966 și 1967, misiunile Lunar Orbiter au fotografiat Luna de pe orbitele lor, iar în 1966 și 1968, programele Surveyor au fost trimise să se așeze pe solul lunar și să ia de acolo fotografii. Roboții Lunohod 1 (1970) și Lunohod 2 (1973) ai programului sovietic Lunohod s-au deplasat pe suprafața Lunii aproape 50 km, furnizând imagini detaliate ale acestei suprafețe. În 1994, nava spațială Clementine a fost la originea primei hărți cvasicomplete a topografiei Lunii; a efectuat și imagini multispectrale. Toate aceste misiuni au trimis pe Pământ fotografii de o rezoluție mereu mai bună.

## Cartografia și toponimia Lunii
Primele tentative serioase de numire a caracteristicilor Lunii văzute printr-un telescop au fost făcute de Michel van Langren în 1645. Harta pe care a întocmit-o este considerată ca o primă adevărată hartă a Lunii: ea arată diversele cratere, mări, lanțuri de munți și vârfuri. El a dat unui număr din aceste reliefuri câte un nume având conotație catolică: nume de regi și regine din epoca sa pentru cratere, nume de sfinți pentru capuri și promontorii. A dat nume latine mărilor și oceanelor. În sfârșit, a dat craterelor minore nume de astronomi, de matematicieni și de alți savanți celebri din trecut și din epocă.
În 1647, Johannes Hevelius a publicat o operă rivală intitulată Selenographia, care a fost primul atlas lunar. Hevelius a ignorat nomenclatura lui Van Langren, și a adoptat nume caracteristice Pământului. Acestea din urmă erau cartografiate într-un mod corespunzător cu poziția lor pe Pământ, îndeosebi în relație cu Antichitatea, așa cum o cunoșteau civilizațiile romană și greacă antice. Opera lui Hevelius a avut o mare influență asupra astronomilor europeni din acea epocă, iar Selenographia a fost o operă de referință timp de un secol.
Sistemul modern de nomenclatură a Lunii a fost conceput de Giovanni Riccioli, un preot și savant astronom iezuit, trăitor în nordul Italiei. Scrierea sa Almagestum Novum a fost publicată în 1651 ca apărare a vederilor catolice din timpul Contrareformei. Riccioli argumenta îndeosebi contra ideilor lui Galileo, Kepler și Copernic în favoarea unui model heliocentric al Universului, cu orbite planetare eliptice. Almagestum Novum conține date de referință asupra cunoștințelor științifice ale epocii, și a fost după publicarea sa folosită pe larg de către profesorii iezuiți. Sistemul nomenclaturii lunare datorat lui Riccioli este folosit și astăzi.
Ilustrațiile Lunii, din Almagestum Novum, au fost desenate de un alt profesor astronom iezuit, colaborator al lui Riccioli, Francesco Grimaldi. Nomenclatura era bazată pe o subîmpărțire a suprafeței lunare vizibile în octanți, numerotați în cifre romane de la I la VIII. Octantul I forma secțiunea de nord-vest, iar numerotarea continua în sensul acelor ceasornicului, aliniate după punctele cardinale. Astfel, de exemplu, octantul VI era la sud, și includea craterele Clavius și Tycho.
Pentru a da nume, Riccioli a avut o dublă abordare, una pentru principalele caracteristici de teren și mări, cealaltă pentru cratere. Pentru pământuri și mări, el a folosit, în latină, diferite efecte și condiții meteorologice atribuite Lunii de-a lungul timpului, făcând în așa fel încât fiecare nume să aibă contrastul său (ca Mare Crisium „Marea Crizelor” în apropiere de Mare Tranquillitatis „Marea Liniștii”):  
- Pentru mările lunare, erau denumirile Mare Crisium (marea Crizelor), Mare Sterilitatis (marea Sterilității), Mare Fecunditatis (marea Fertilității), Mare Imbrium (marea Ploilor), Mare Nubium (marea Norilor), Mare Frigoris (marea Frigului).
- Pentru ariile continentale dintre mări, Riccoli a utilizat nume comparabile, dar opuse celor date mărilor. Astfel, erau pământurile Sterilității (Terra Sterilitatis), Căldurii (Terra Caloris) și Vieții (Terra Vitae). Acestea din urmă nume nu se mai utilizează astăzi.